# 류성룡 종가 유물
류성룡 종가 유물(柳成龍 宗家 遺物)은 조선 중기의 문신인 서애 류성룡 (1542∼1607) 선생의 종손가에 전해오는 유물이다. 1967년 7월 15일 대한민국의 보물 제460호로 지정되었다.

## 개요
류성룡 종가 유물(柳成龍 宗家 遺物)은 조선 중기의 문신인 서애 류성룡(1542∼1607) 선생의 종손가에 전해오는 유물들로 첫째, 서애 선생이 직접 쓰던 것, 둘째, 선생의 어머니에 관한 곤문기, 그리고 선생에게 조정에서 내린 여러 문서들 등 세 가지로 구분된다. 서애는 퇴계 이황의 문인이며, 김성일과 동문수학하였다. 명종 21년(1566) 문과에 급제하여 승문원권예문관검열, 공조좌랑, 이조좌랑 등의 벼슬을 거쳐 삼정승을 모두 지냈다. 왜적이 쳐들어올 것을 알고 장군인 권율과 이순신을 중용하도록 추천하였고, 화포 등 각종 무기의 제조, 성곽을 세울 것을 건의하고 군비확충에 노력하였다. 또한 도학·문장·글씨 등으로 이름을 떨쳤으며, 그가 죽은 후 문충이라는 시호가 내려졌고, 안동의 병산서원 등에 모셔졌다.
유물 가운데 선생이 쓰던 것으로는 갑주와 가죽으로 만든 신발인 혁화, 상아로 만든 홀(笏:신하가 임금을 뵐 때나 종묘사직에 제사지낼 때 예를 갖추기 위해 두 손에 모아쥐던 패), 갓끈, 관자, 그가 늘 몸에 지니고 다니면서 보던 「동국지도」 등 총 7종이며, 「서애선생모부인곤문기」는 자식들에게 재산과 노비를 분배한 기록인 분재기로 매우 희귀한 예이다. 조정에서 내린 고문서는 녹권과 교지 및 교서, 제문 등 총 14종이다.
이 유물들은 서애 선생의 개인사 연구 및 당시의 사회상을 살필 수 있는 귀중한 자료로 평가된다.

## 갤러리

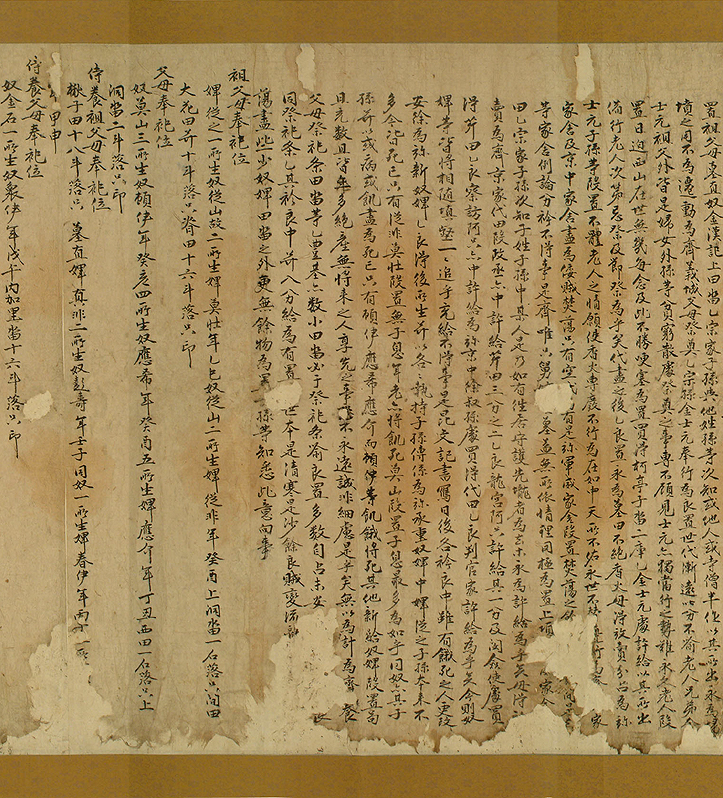
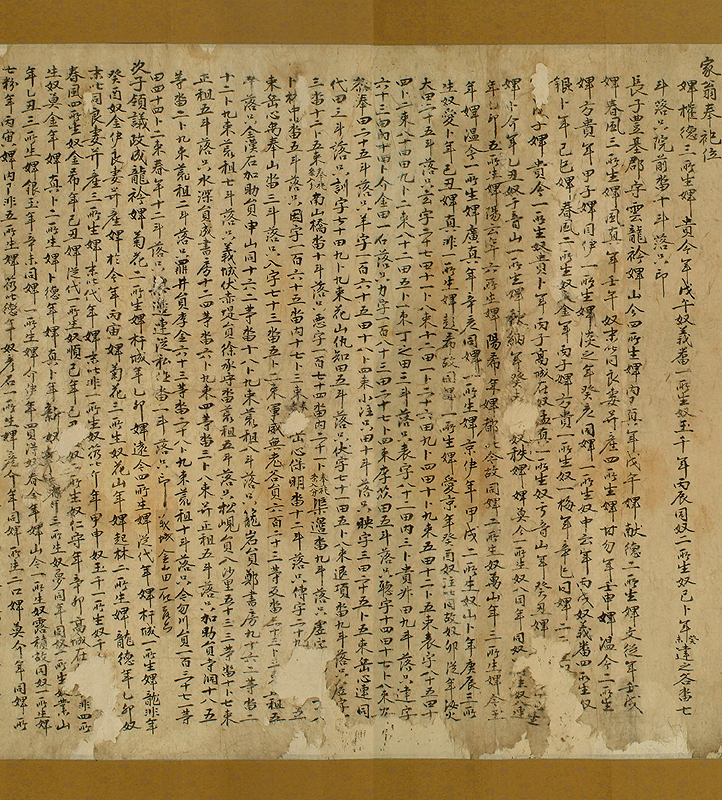
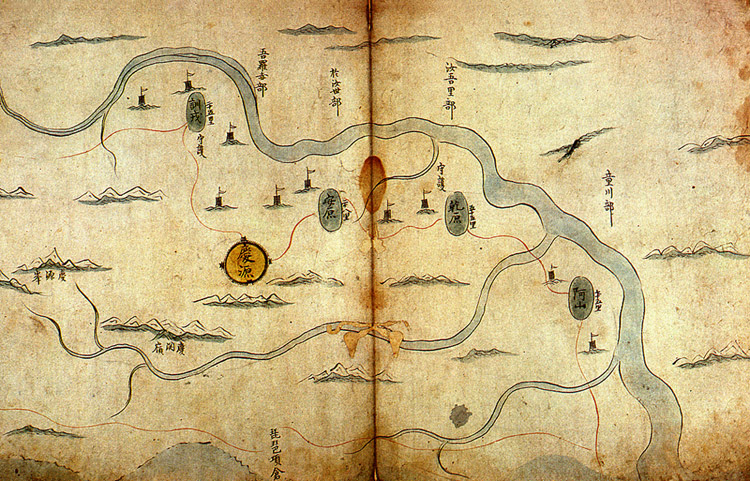
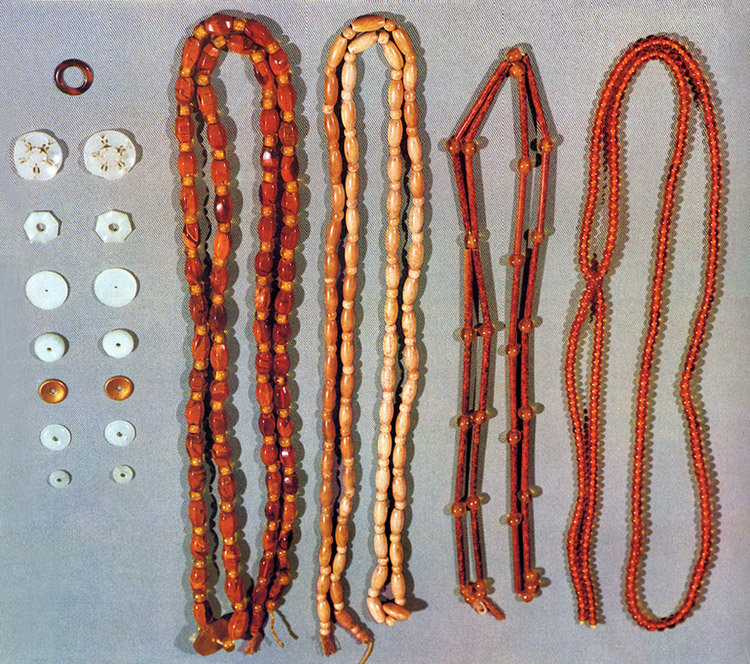
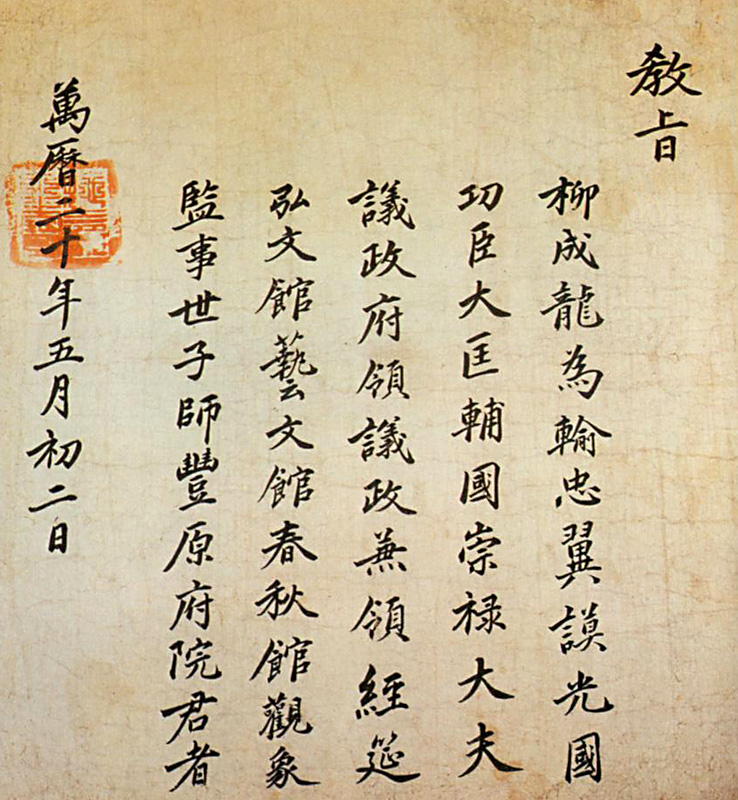

## 같이 보기
- 류성룡

## 참고 자료
- 유성룡 종가 유물 - 국가유산청 국가유산포털